# Ferriere (Italia)
Ferriere (E Ferrër in ligure e dialetto ferrierese, Al Frér in dialetto piacentino) è un comune italiano di 1 083 abitanti della provincia di Piacenza in Emilia-Romagna. Il territorio comunale si trova tra l'alta val Nure e la val d'Aveto sull'Appennino Ligure.
Meta di villeggiatura estiva, è il comune più esteso della provincia di Piacenza.

## Geografia fisica
Il comune di Ferriere si estende per circa 180 km² sull'Appennino ligure, tra l'alta val Nure, in cui è ricompresa la parte più estesa del territorio tra cui il capoluogo, e la val d'Aveto.
Il comune è delimitato a nord dai monti Aserei e Albareto e dal torrente Lobbia, a ovest dal corso del torrente Aveto, a sud dallo spartiacque tra val Nure e val d'Aveto con le vette dei monti Nero e Bue, a est per un breve tratto dal corso del torrente Nure, poi dal suo affluente Lardana e dallo spartiacque tra val Nure e val Ceno con i monti Camulara, Ragolino, Ragola e Zovallo.
Nel territorio comunale sono presenti tre laghi di origine glaciale: il lago Nero, il lago Bino e il lago Moo in diversi stadi di interramento, oltre a essi, sono presenti anche altri ambienti umidi, torbiere e prati, residui dell'interramento di laghi glaciali.
La costruzione, negli anni '20 del XX secolo, della diga di Boschi lungo il corso del torrente Aveto ha portato alla nascita di un lago artificiale, denominato lago di Boschi, lungo circa 2 km, con una profondità massima di 30 m e una capienza di 1200000 m³.

## Origini del nome
Il toponimo è derivato dalle miniere per l'estrazione del ferro, attività particolarmente redditizia nei secoli scorsi; storicamente con il toponimo Ferriere non si indicava solamente il capoluogo, originariamente fondato nel XV secolo con il nome di Reate oppure Ariate a causa delle origini reatine del feudatario Tommaso Moroni, ma tutto il territorio dove erano attive le miniere.

## Storia
I primi insediamenti umani nella zona di Ferriere risalgono all'età del ferro, periodo nel quale si stabilirono nel territorio alcune popolazioni di matrice ligure. In seguito, il territorio ferrierese fu sede di insediamenti romani, che, a partire dal II secolo a.C. avviarono lo sfruttamento delle miniere di ferro e rame che, forse, erano state sfruttate in precedenza anche dai Liguri.
Il calo demografico che si verificò in tutta Italia dopo la caduta dell'Impero romano d'Occidente portò ad un abbandono anche dell'alta val Nure: in questo periodo il ferrierese è citato solo nel decreto regio del re longobardo Rachis del 5 agosto 747 dove vengono citati Gambaro, in qualità di comunità di uomini liberi, e Torrio, come dipendenza dell'abbazia di San Colombano di Bobbio. Il possedimento bobbiese di Torrio fu citato anche nelle carte dell'abate Wala, risalenti al periodo compreso tra l'833 e l'835, mentre nel 1014, anno della suddivisione dei beni tra l'abbazia di San Colombano e la diocesi di Bobbio, il possedimento di Torrio fu assegnato alla mensa episcopale.
Intorno all'anno Mille la famiglia Nicelli, che dominava su buona parte della val Nure, si operò per la riattivazione dell'attività mineraria ferrierese. Lo sfruttamento dell'attività estrattiva conobbe un'ulteriore accelerazione nel XII secolo, favorito dalla mancanza di materiale ferroso che affliggeva tutta Europa; le miniere ferrieresi si ritrovarono in una situazione molto favorevole grazie alla presenza di ampi boschi utilizzabili per alimentare gli altoforni. In questo periodo erano presenti complessivamente sul territorio ferrierese 2 alti-forni e 14 tra magli, mantici e rogge.
L'arrivo di Napoleone Bonaparte a Piacenza nel 1795 e la durezza delle condizioni imposte dall'armistizio generarono rivolte popolari in tutto l'Appennino piacentino, Ferriere compresa, il 5 gennaio 1806. Anche a seguito di queste proteste, il territorio fu annesso al dipartimento del Taro, parte dell'impero napoleonico. In quell'anno venne costituito il comune di Gambaro, con sede nel castello Malaspina, che includeva buona parte del territorio ferrierese. Il comune fu, poi, soppresso e trasferito a Ferriere nel 1815, con il cambio di denominazione che avvenne ufficialmente nel 1817.

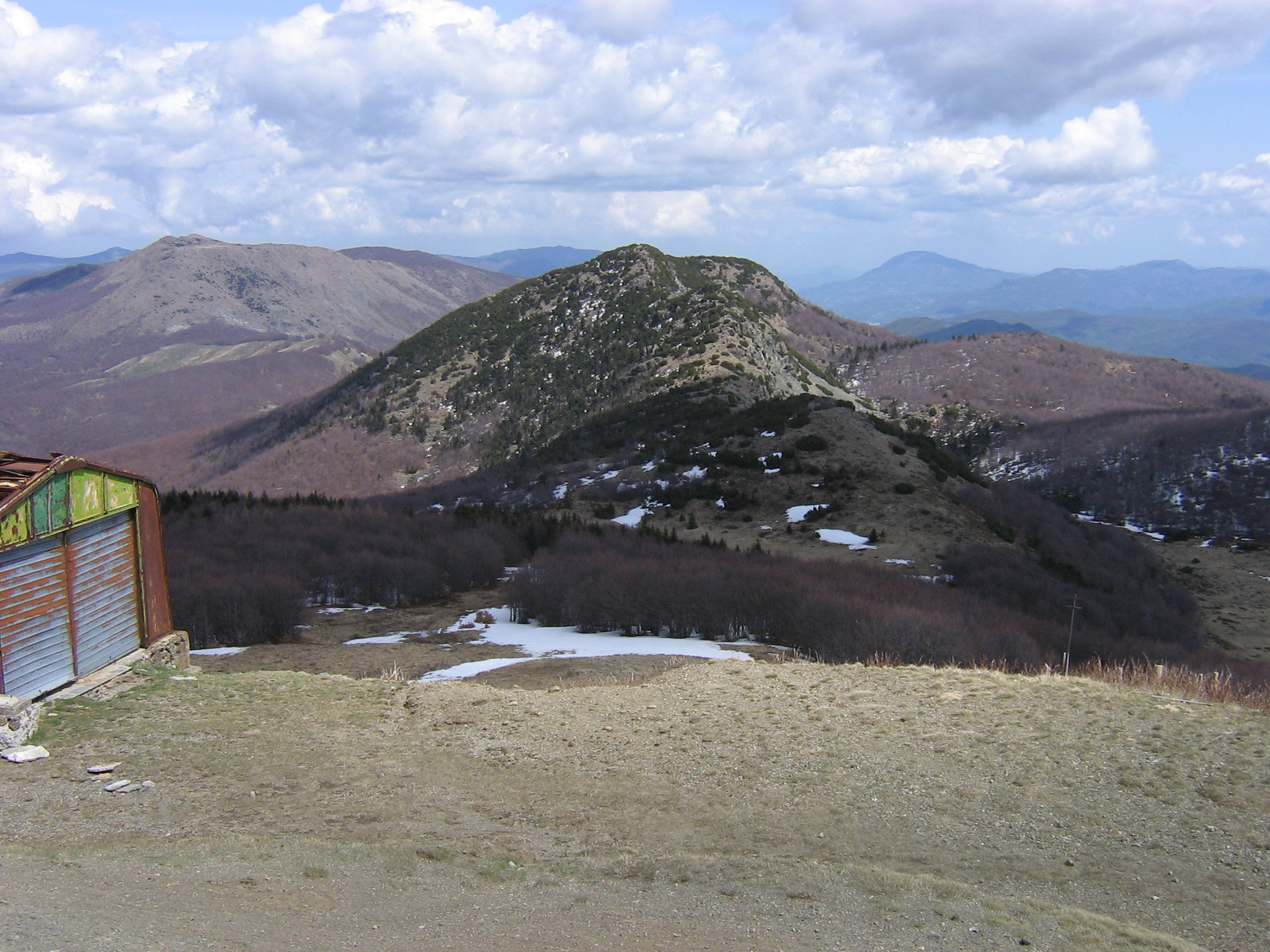
Il monte Nero

Il cambiamento delle condizioni politiche dell'Ottocento portò ad un periodo di crisi dell'attività estrattiva, alla quale non seppe fare fronte neppure l'interessamento della duchessa Maria Luigia d’Austria che aveva voluto il potenziamento delle infrastrutture.
Nel 1853 le frazioni di Grondone, Ciregna, Solaro, Brugneto, Curletti e Castelcanafurone vennero distaccate dal comune di San Giovanni, comprendente la parte del futuro comune di Bettola sulla sponda sinistra del Nure, ed aggregate al comune di Ferriere.
Durante la seconda parte del XIX secolo gli impianti estrattivi furono di proprietà della famiglia Anguissola e, poi, dei Visconti di Modrone; in questo periodo il metallo estratto veniva inviato per la lavorazione presso dei magli idraulici situati più a valle, a Carmiano e Albarola di Vigolzone. Dopo l'unità d'Italia una società francese tentò invano di individuare nuove vene metallifere, a questo si aggiunse la mancata costruzione del proseguimento fino a Ferriere della ferrovia Piacenza-Bettola che velocizzò il declino delle attività estrattive. Un ultimo tentativo di riapertura avvenne nel 1923 ad opera di un impresario locale, tuttavia non andò a buon fine e le miniere chiusero definitivamente pochi anni dopo.
Tra gli anni '10 del XX secolo e il 1920, gli abitanti delle frazioni di Boschi, Castagnola e Torrio, situate in val d'Aveto, chiesero il distacco dal comune di Ferriere e la loro aggregazione al comune di Santo Stefano d'Aveto, posto nella stessa vallata e più agevolmente raggiungibile, tuttavia l'iter per il cambio di comune venne abortito a causa del mancato invio della domanda degli elettori a seguito di un errore di trasmissione.
Durante il Novecento il territorio subì un massiccio spopolamento: il fenomeno dell'emigrazione di massa ha avuto inizio negli anni venti. Tra le destinazioni degli emigranti figuravano la Francia, in particolare la zona di Parigi e dell'Île-de-France, l'America Settentrionale, Genova e altre località della Liguria, Milano e la Lombardia, il Piemonte e, in decenni più recenti, Piacenza, oltre a centri della pianura e della collina piacentina.
Nel 1926 la frazione Cassimoreno e le località Camerano, Le Sese, I Roffi, Lago del Gallinaccio ed Il Laghetto, fino a quel momento parte del comune di Boccolo dei Tassi, che era stato distaccato dalla provincia di Piacenza ed aggregato alla provincia di Parma 3 anni prima, vennero aggregate al comune di Ferriere.
Durante la seconda Guerra mondiale anche Ferriere, come altri paesi della zona, fu teatro di combattimenti tra nazi-fascisti e partigiani; il 7 gennaio 1945 nei pressi del capoluogo fu ucciso il comandante partigiano Pietro Inzani, considerato come una delle figure più rappresentative della Resistenza piacentina.
Al referendum istituzionale del 1946, la maggior parte degli elettori del comune di Ferriere votò per la repubblica, che ottenne il 57% dei consensi, mentre la monarchia ottenne il 43% dei voti.
Nella notte fra il 14 settembre e il 15 settembre 2015, Ferriere, così come un'ampia parte della val Nure e della val d'Aveto, fu devastata dalle esondazioni improvvise del Nure e dell'Aveto, dovute al forte maltempo, che causarono danni ingenti al paese, oltre al crollo di un ponte sulla strada statale 654 di Val Nure nei pressi di Folli e il crollo di vari ponti e di porzioni dell'ex Strada statale 586 della Valle dell'Aveto.
Il 18 dicembre 2015 il consiglio comunale deliberò l'invio alla regione di un'istanza per l'avvio del procedimento di fusione con i comuni di Farini e Bettola; il 22 febbraio 2016 la giunta regionale approvò la proposta di legge riguardante la fusione dei tre comuni. Il successivo 12 luglio l'assemblea legislativa approvò la proposta di legge sull'indizione di un referendum consultivo, poi deliberato con decreto del presidente della giunta regionale e fissato per il 16 ottobre. Il referendum vide la vittoria del no in tutti e tre i comuni con una percentuale del 67,45 % a Bettola, del 52,64 % a Farini e del 75,12% a Ferriere.

### Stemma

Lo stemma comunale

Di rosso all'incudine d'argento, posta su un treppiede con un martello appoggiato sul margine superiore

## Monumenti e luoghi d'interesse

### Architetture religiose

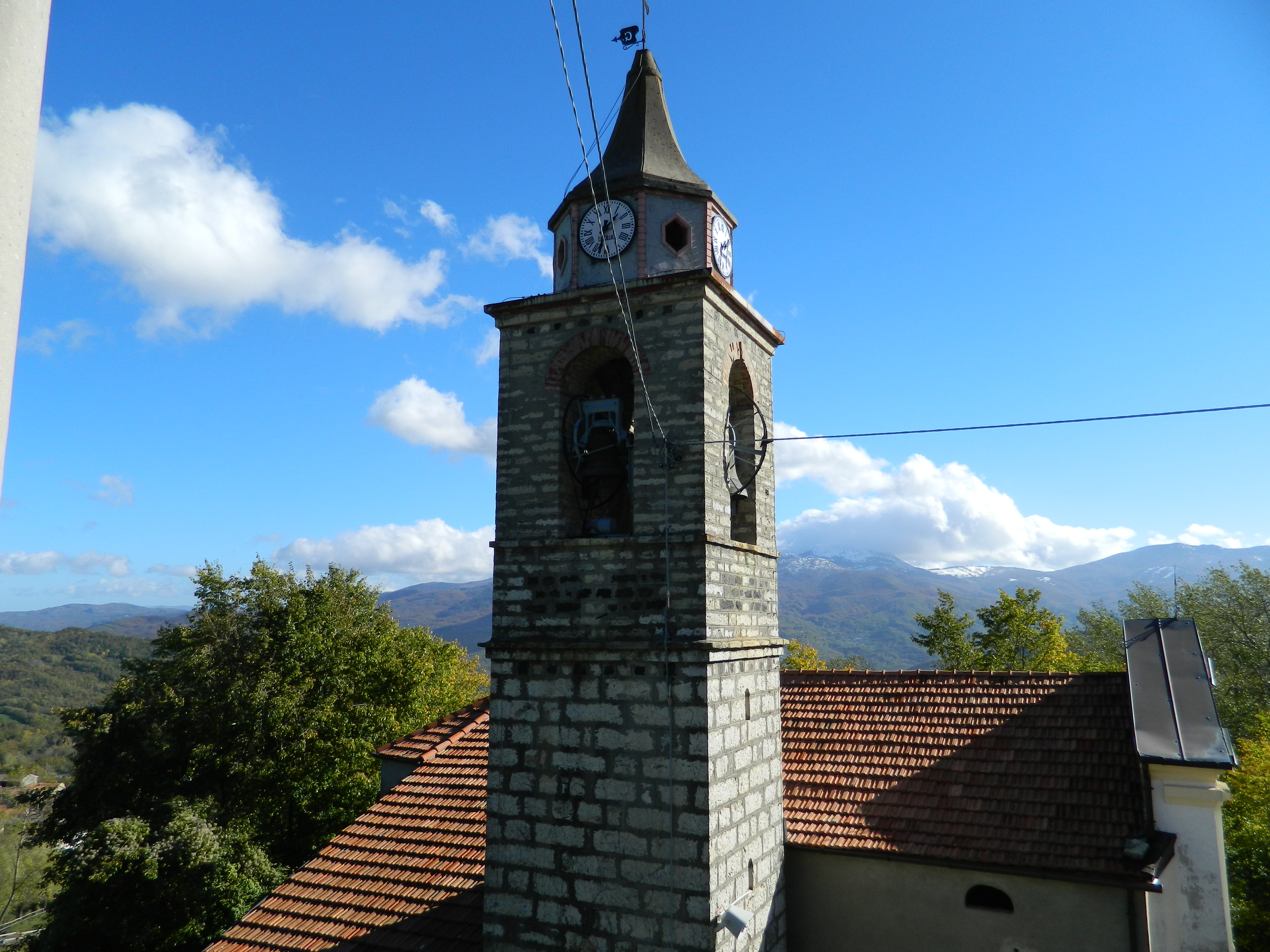
Il campanile della chiesa di San Giorgio di Grondone di Sopra

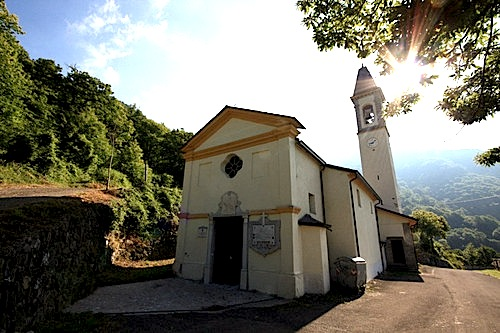
La chiesa parrocchiale di Castagnola

- Chiesa parrocchiale di San Giovanni Battista, situata nel capoluogo, venne realizzata tra il 1922 e il 1929 su progetto dell'architetto Rastelli, il campanile venne aggiunto tra il 1948 e il 1956. Conserva al suo interno dei dipinti realizzati da Luciano Ricchetti[23].
- 'Oratorio di San Vito, posto a Canadello e risalente al 1551. Si tratta di un edificio in pietra a vista con un piccolo campaniletto al centro della facciata[24].
- Chiesa parrocchiale di San Pancrazio, situata a Brugneto, venne costruita a partire dal 1869 su un preesistente edificio settecentesco. Presenta una facciata a capanna tripartita e una pianta basilicale a navata singola[25].
- Chiesa parrocchiale di San Clemente Papa, posta a Casaldonato, venne edificata nel XVII secolo su un edificio preesistente risalente al 1478. Nel XX secolo sono state rifatte la facciata e le decorazioni degli interni, queste ultime a opera di Alberto Aspetti ed Ernesto Gobbi[26].
- Chiesa parrocchiale di San Bernardo abate, situata a Cassimoreno, l'edificio è il risultato di un ampliamento, effettuato nel 1903, di una chiesa precedente, già citata nel 1599 come dipendente dalla pieve di Centenaro, che si trovava in cattive condizioni e era ormai insufficiente per lo svolgimento delle cerimonie religiose[27]
- Chiesa parrocchiale di Santa Maria Assunta, posta a Castelcanafurone. Fu realizzata alla fine del XIX secolo e consacrata nel 1913. Realizzata in pietra a vista, presente un'alta torre campanaria addossata al fianco destro ell'edificio[28].
- Chiesa parrocchiale di San Pietro, situata a Gambaro, di fondazione imprecisata, le sue forme sono riconducibili ai canoni della fine del XVI secolo. Al 1853 risale il rifacimento della facciata, come riportato in un'incisione sull'architrave dell'unico portale[29].
- Chiesa parrocchiale dei Santi Nazzaro e Celso, posta a Cerreto Rossi, venne citata per la prima volta in un rogito del 1334 come alle dipendenze della pieve di Centanro. L'edificio subì pesanti rimaneggiamenti nel XIX secolo e ancora nel 1912 quando venne aggiunta una cappella, dedicata alla Madonna di Caravaggio[30].
- Chiesa parrocchiale di San Gregorio Magno Papa, situata a Chiappeto e risalente al seicento. Interamente in pietra a vista presenta facciata a capanna con un singolo portale sormontato da un rosone[31].
- Chiesa parrocchiale di Santa Giustina, posta a Curletti, venne realizzata nel 1864 in sostituzione di un preesistente edificio già citato nel 1308. Presenta una facciata a capanna tripartita con due ordini di lesene e una pianta basilicale a navata singola[32].
- Chiesa parrocchiale di San Pietro, situata a Gambaro, di fondazione longobarda e citata nel diploma del re Rachis del 5 agosto 747 che enumerava Gambaro fra i territori appartenenti alla corte di Torrio e quindi al monastero di S. Colombano di Bobbio, la cui chiesa cenobiale era dedicata a Santi Pietro e Colombano[33]. L'attuale edificio per le sue forme sembra riconducibile alla fine del XVI secolo, ma subì notevoli rifacimenti nel XVIII secolo. Al 1853 risale il rifacimento della facciata, come riportato in un'incisione sull'architrave dell'unico portale[34].

- Chiesa parrocchiale di San Giorgio, situata a Grondone Sopra, edificata tra la fine del XIX secolo e l'inizio del XX secolo, sorge su un promontorio, isolata dal resto del paese. Presenta una facciata a capanna tripartita con due ordini di lesene agli angoli. Sulla sinistra della chiesa sorge il campanile a pianta quadrata in mattoni a vista[35]. Sul piazzale è stata eretta una cappellina dedicata alla Madonna.
- Oratorio di San Silvestro, posta a Solaro, costruito nel XVI secolo su un edificio precedente risalente all'anno mille. Presenta una facciata a capanna con un campaniletto centrale a vela. All'interno sono presenti statue in gesso di Sant'Antonio e della Beata Vergine Maria[36].
- Oratorio di San Rocco, situato a Grondone Sotto e risalente al XVI secolo, presenta una facciata a vento mono cuspidata e un solo portale ai cui lati sono presenti due finestre dalla forma rettangolare[37].
- Chiesa parrocchiale di San Cristoforo, posta a Rocca, risalente al periodo a cavallo tra il XVII e il XVIII secolo. La facciata, con frontone triangolare, venne rifatta alla metà del XIX secolo, periodo nel quale vennero realizzati anche il campanile e la canonica[38].
- Chiesa parrocchiale di Santa Maria Assunta, situata a Retorto, venne costruita nel XVIII secolo, mentre canonica e campanile risalgono al XIX secolo. Presenta una facciata a capanna tripartita con un unico portale di forma rettangolare[39].
- Chiesa parrocchiale di San Michele arcangelo, posta a Rompeggio, venne edificata nella seconda metà del XVIII secolo in sostituzione di una chiesa precedente, già citata nel 1599 come dipendente dalla pieve di Centenaro. La facciata venne realizzata nel corso del XX secolo[40].

- Chiesa parrocchiale di San Policarpo, situata a Castagnola, costruita a partire dalla fine del XIX secolo su una preesistente chiesa parrocchiale documentata già dal XVI secolo, è stata consacrata nel 1909. Presenta una facciata a vento con frontone triangolare di coronamento. Il portale di accesso è unico ed è affiancato da lesene ioniche in pietra sorreggenti un cartiglio marmoreo, con al centro un bassorilievo del busto di san Policarpo[41].
- Oratorio di San Giovanni Battista, posto a Boschi, realizzato tra la fine del XIX secolo e l'inizio del secolo successivo, forse recuperando materiali da un edificio preesistente, come testimoniato da un'indicazione riportante l'anno 1835 posta all'esterno, dipende dalla parrocchia di Castagnola[42].
- Chiesa parrocchiale di Sant'Anna, situata a Cattaragna, venne eretta a parrocchia nel 1757. L'edificio ha subito un completo restauro nel 2003. Si caratterizza per una pianta basilicale a navata unica con tre campate dotate di volta a botte[43].
- Oratorio di San Giuseppe Lavoratore, situato a Salsominore, venne costruito negli anni '60 del novecento. La facciata presenta una grande struttura di forma triangolare che si eleva al di sopra di un porticato. All'interno di questa struttura è presente un affresco della Sacra Famiglia realizzato da Luigi Arruffi[44].
- Oratorio di Sant'Agostino, posto anch'esso a Salsominore e risalente al XV secolo. Presenta una facciata a capanna con un campaniletto posto sul colmo dei rampanti del tetto[45].
- Chiesa parrocchiale di San Pietro, situata a Torrio, parrocchia eretta nel XIV secolo, fondata come antichissima cella monastica dell'abbazia di San Colombano di Bobbio attorno alla seconda metà del VII secolo, feudo confermato alla metà dell'VIII secolo quando re Rachis conferma il possedimento al Monastero di Bobbio[46].
- Oratorio di San Michele Arcangelo, posto a Ciregna, alle dipendenze della parrocchia di Metteglia (Corte Brugnatella), risalente al XVIII secolo, venne restaurato nel 1975. La facciata viene preceduta da un protiro realizzato in pietra a vista, al centro del quale si apre l'unico portale[47].

### Architetture militari
- Castello Malaspina: costruito tra il XV ed il XVI secolo da Ghisello Malaspina, la cui famiglia aveva ottenuto l'investitura del feudo di Noceto nel 1423. Rimasto ai Malaspina fino all'estinzione del ramo, avvenuta nel 1624, divenne di proprietà della camera ducale fino al 1683 quando Ranuccio II Farnese infeudò nella zona i conti Corrado e Ippolito Landi di Rivalta che nel 1687 furono investiti a marchesi come contropartita per la cessione di Bardi e Compiano. Nel 1785 divenne di proprietà della famiglia Bacigalupi, per poi diventare sede del comune fino al trasferimento a Ferriere. Dopo anni di abbandono, il maniero è stato restaurato tra il 2008 ed il 2013[48].
- Caminà di Brugneto: Casa-torre costruita presumibilmente nel XV secolo con funzioni difensive di presidio del confine tra i comuni di Pescremona, a cui apparteneva, e di Curletti. Presenta un portale eulitico piuttosto raro nei centri appenninici posti a nord dello spartiacque. Sul portale è inciso un tetragramma, simboleggiante, con tutta probabilità, il secolo di edificazione[49].
- Tracce del castello di Pescremona: edificato nel 1257, sulla rupe del Gratra, nei pressi di Castelcanafurone, è documentato di proprietà, della famiglia Balbi[50]. Fino al Cinquecento il castello è il centro amministrativo principale della zona della media val d'Aveto[51]. Crollato nel XVI secolo, rimangono visibili alcuni resti delle mura perimetrali[50].

## Cultura
Questo paese fa parte del territorio delle quattro Province (Alessandria, Genova, Pavia, Piacenza), caratterizzato da usi e costumi comuni e da un importante repertorio di musiche e balli molto antichi.

## Società

### Evoluzione demografica
Abitanti censiti

### Etnie e minoranze straniere
Secondo i dati Istat al 31 dicembre 2019 i cittadini stranieri residenti a Ferriere sono 60, pari al 5.19% della popolazione comunale.
Le nazionalità maggiormente rappresentate in base alla loro percentuale sul totale della popolazione residente erano:
1. Romania: 28 (2.42% della popolazione)

## Geografia antropica

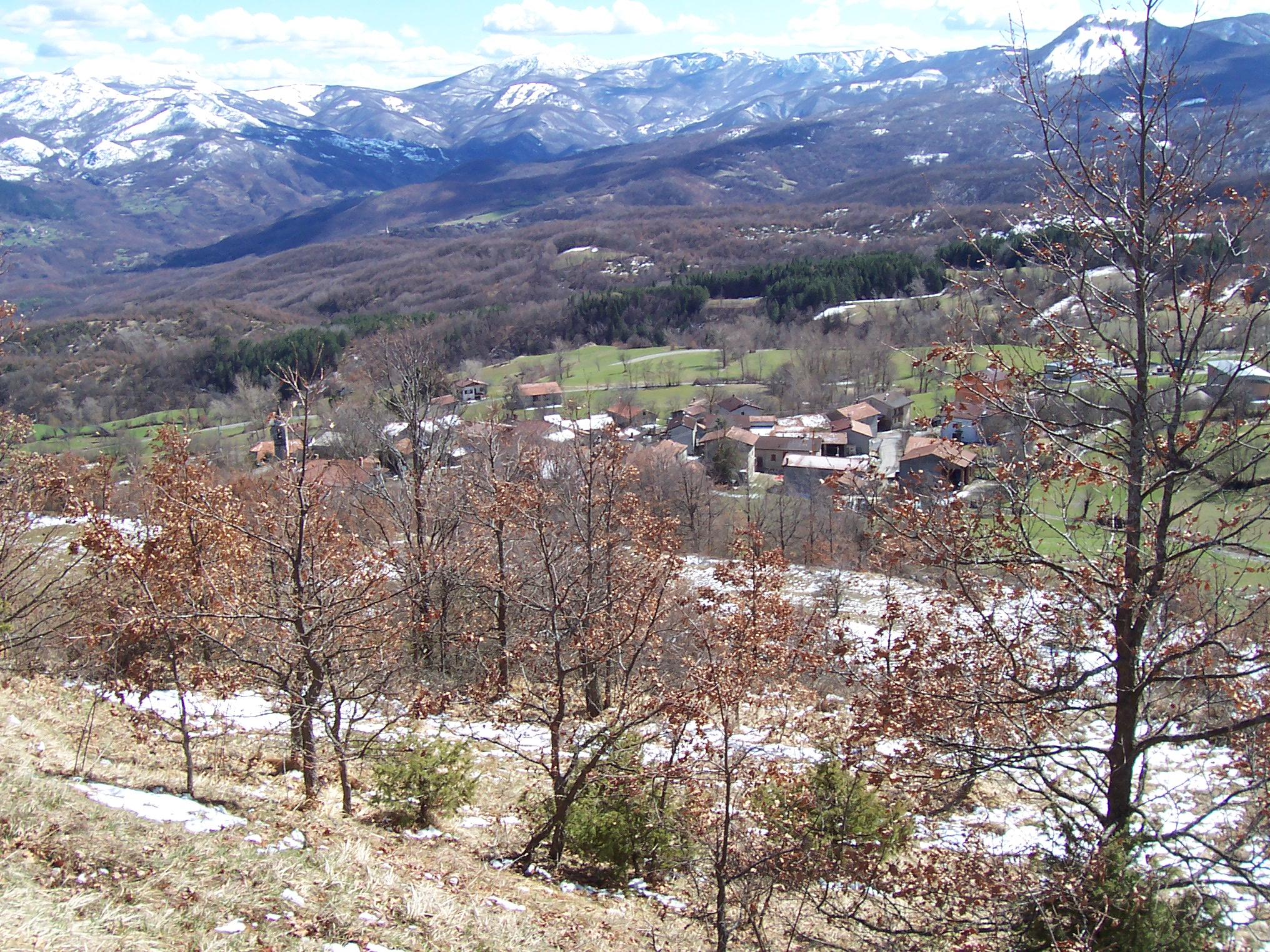
La frazione di Grondone Sopra

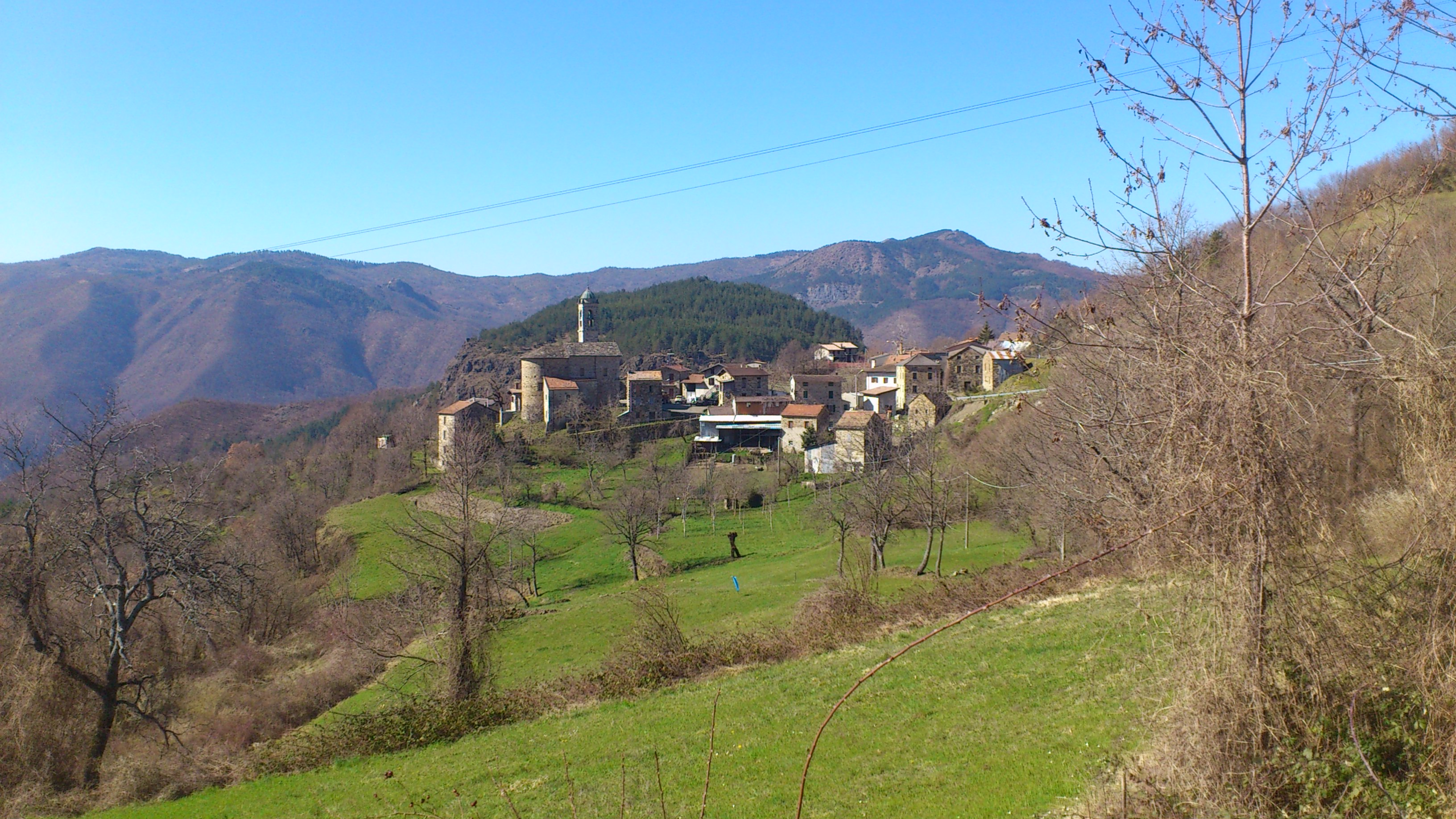
Castelcanafurone

### Frazioni
Fanno parte del territorio comunale ferrierese le frazioni di:
- Boeri, Boschi e Brugneto, la quale comprende le località di Casale, Casella, Noce e Tornarezza
- Canadello, Casalcò, Casaldonato, Caserarso, Cassimorenga, Cassimoreno, Castagnola, Castelcanafurone, la quale comprende le località di Lovetti e Marchi, Cattaragna, Cerreto Rossi, Ciregna, Colla, Costa, Crocelobbia e Curletti
- Centenaro, la quale comprende le località di Guerra, Villa, Platè, Codegazzi, Pettenati, Vaio, Tognini, Sconini, Groppo, Casetta, Castello, Cassano, Bareto, Costapecorella, Casagrande, Lommi, Pasquali, Perotti, Spiaggio, Bolgheri, Sangarino e Bosconure
- Edifizi
- Gambaro, Grondone Sopra e Grondone Sotto
- Pertuso e Prelo
- Retorto, Rocca, Rocconi e Rompeggio
- Salsominore, San Gregorio, Selva, Solaro e Sarmadasco
- Torrio, Tornarezza e Toazzo.

## Infrastrutture e trasporti

### Strade
Il territorio comunale è attraversato dalla strada statale 654 di Val Nure e dall'ex strada statale 586 della Valle dell'Aveto. A Ferriere si dirama dalla strada statale 654 la strada provinciale 50 del Mercatello che, attraverso l'omonimo passo collega la val Nure con la val Trebbia, raggiungendo Marsaglia di Corte Brugnatella. Dalla strada statale 654 si dirama anche la strada provinciale 74 di Centenaro che permette di raggiungere l'omonima frazione.

## Amministrazione
Di seguito è presentata una tabella relativa alle amministrazioni che si sono succedute in questo comune.
| Periodo           | Periodo           | Primo cittadino           | Partito                                  | Carica               | Note   |
| ----------------- | ----------------- | ------------------------- | ---------------------------------------- | -------------------- | ------ |
| 12 luglio 1980    | 26 giugno 1985    | Giuseppe Caldini          | Democrazia Cristiana                     | Sindaco              | [ 55 ] |
| 26 giugno 1985    | 8 giugno 1990     | Giuseppe Caldini          | Democrazia Cristiana                     | Sindaco              | [ 56 ] |
| 8 giugno 1990     | 23 marzo 1991     | Giuseppe Caldini          | Democrazia Cristiana                     | Sindaco              | [ 56 ] |
| 23 marzo 1991     | 24 aprile 1995    | Antonio Agogliati         | Democrazia Cristiana                     | Sindaco              | [ 56 ] |
| 24 aprile 1995    | 26 maggio 1995    | Antonio Agogliati         | Centro                                   | Sindaco              | [ 56 ] |
| 20 novembre 1995  | 17 aprile 2000    | Bruno Ferrari             | Centro-sinistra                          | Sindaco              | [ 56 ] |
| 17 aprile 2000    | 30 maggio 2002    | Giovanna Celaschi Mulazzi | Lista civica                             | Sindaco              | [ 56 ] |
| 30 maggio 2002    | 27 maggio 2003    | Luigi Rini                |                                          | Comm. straordinario  | [ 56 ] |
| 27 maggio 2003    | 15 aprile 2008    | Antonio Agogliati         | Casa delle Libertà                       | Sindaco              | [ 56 ] |
| 15 aprile 2008    | 27 maggio 2013    | Antonio Agogliati         | Centro-destra                            | Sindaco              | [ 56 ] |
| 27 maggio 2013    | 10 giugno 2018    | Giovanni Malchiodi        | Lista civica Ferriere cresce             | Sindaco              | [ 56 ] |
| 11 giugno 2018    | 21 marzo 2020     | Giovanni Malchiodi        | Lista civica Ferriere continuare insieme | Sindaco              | [ 56 ] |
| 21 marzo 2020     | 20 settembre 2020 | Paolo Scaglia             | Lista civica Ferriere continuare insieme | Vicesindaco reggente | [ 56 ] |
| 20 settembre 2020 | in carica         | Carlotta Oppizzi          | Lista civica Ferriere radici e futuro    | Sindaco              | [ 56 ] |

### Gemellaggi
- Nogent-sur-Marne, dal 1983[57].

### Altre informazioni amministrative
Fino al suo scioglimento, avvenuto nel 2013, Ferriere ha fatto parte della comunità Montana valli del Nure e dell'Arda. In seguito allo scioglimento Ferriere è entrato a far parte, insieme ai comuni di Bettola, Farini e Ponte dell'Olio, dell'Unione Montana Alta Val Nure, che è subentrata in tutti i rapporti facenti capo alla precedente comunità montana.

## Sport
Il territorio comunale è stato interessato dal passaggio del Giro d'Italia per due volte: nel 1989, nella tappa Voghera-La Spezia, che prevedeva il gran premio della montagna del passo del Mercatello, la discesa verso il capoluogo e la successiva scalata del passo dello Zovallo e nel 1994, nella tappa Santa Maria della Versa-Lavagna, che vide i ciclisti risalire la val Nure e valicare, ancora una volta, lo Zovallo.